# Mathieu Turcotte
Mathieu Turcotte (ur. 8 lutego 1977 w Sherbrooke) – kanadyjski łyżwiarz szybki specjalizujący się w short tracku. Wielokrotny medalista olimpijski.
Na międzynarodowych imprezach debiutował w drugiej połowie lat 90. Startował na dwóch igrzyskach (IO 02, IO 06), za każdym razem zdobywając medale. Miał miejsce w składzie kanadyjskiej sztafety, zdobył z nią złoty i srebrny medal olimpijski. W 2002 był także trzeci w wyścigu na 1000 metrów. Wielokrotnie stawał na podium mistrzostw świata, zarówno w drużynie, jak i w sztafecie, zostając mistrzem globu. Karierę zakończył w 2008.